# شهرستانک (جغتای)
شهرستانک، روستایی از توابع بخش مرکزی شهرستان جغتای در استان خراسان رضوی ایران است.

## جمعیت
این روستا در دهستان جغتای قرار دارد و براساس سرشماری مرکز آمار ایران سرشماری عمومی نفوس و مسکن (۱۳۹۵)،جمعیت آن ۲۵۰۰ نفر ۷۲۵خانوار) بوده‌است.